# Panagiotis Pipinelis

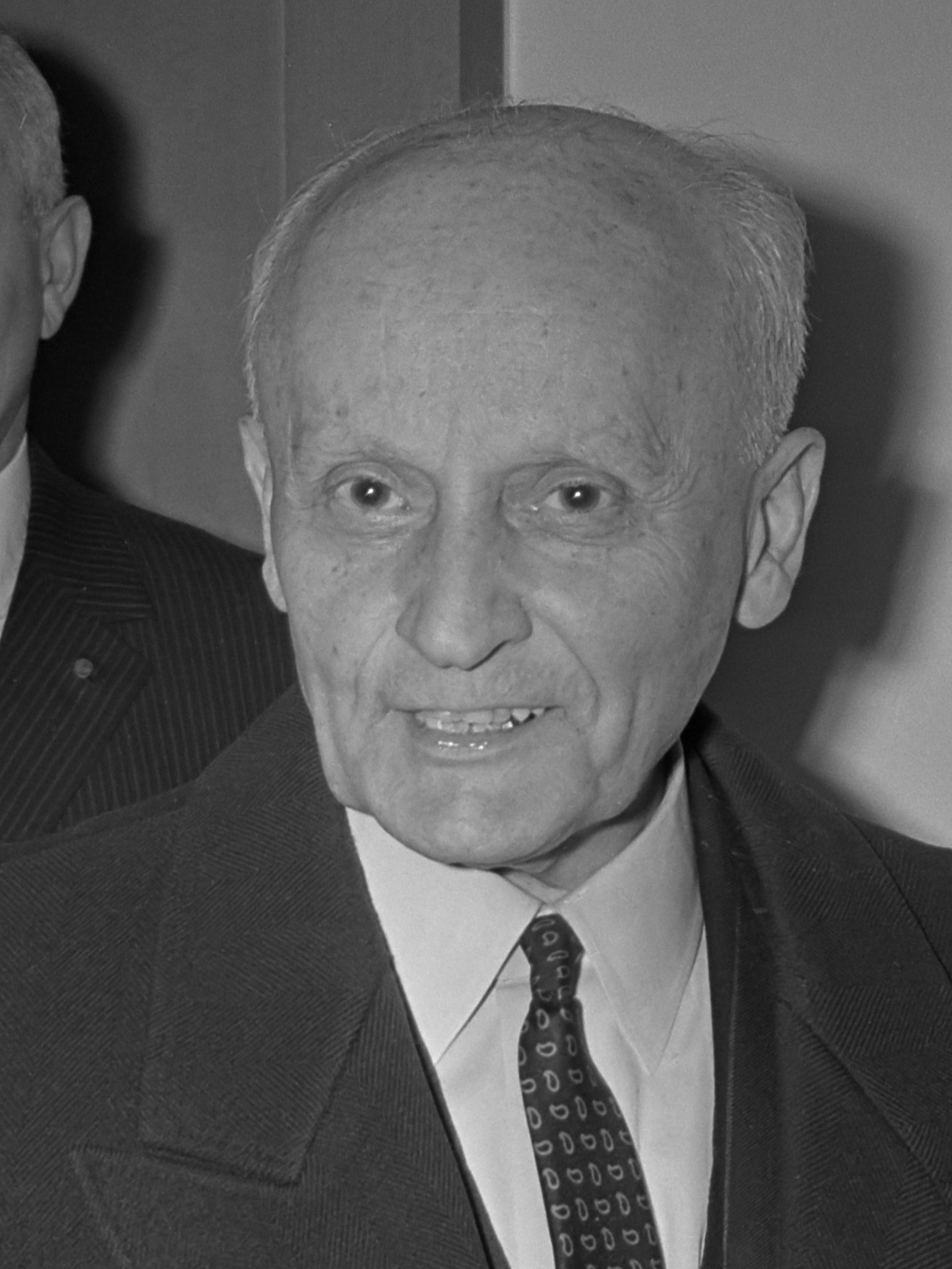
Panagiotis Pipinelis (1968)

Panagiotis Pipinelis (Grieks: Παναγιώτης Πιπινέλης) (Piraeus, 21 maart 1899 - Athene, 19 juli 1970) was een  Grieks politicus en diplomaat.

## Levensloop
Pipinelis studeerde rechten en politieke wetenschappen aan de Universiteit Zürich en later aan de Universiteit van Freiburg. In 1922 trad hij in de wereld van de Griekse diplomatie. Hij bezette ook verschillende ministerposten: onderminister van Buitenlandse Zaken (1947-1948), minister van handel (1961-1963) en minister van Buitenlandse Zaken onder het Kolonelsregime (1967-1970). Van 17 juni tot 29 september 1963 was hij ook interim-premier van het land na het aftreden van Konstandinos Karamanlis.
In 1952 werd hij ook benoemd tot permanent vertegenwoordiger van Griekenland voor de NAVO en in 1953 verliet hij de diplomatie.
Panagiotis Pipinelis overleed op 71- jarige leeftijd aan kanker.
- Bibliothèque nationale de France: cb12210969f (data)
- Gemeinsame Normdatei: 126637601
- International Standard Name Identifier: 0000 0001 2128 5621
- Library of Congress Control Number: nr93006904
- Nationale Bibliotheek van Israël: 987007293344505171
- Nationale Bibliotheek van Polen: a0000003211874
- Nederlandse Thesaurus van Auteursnamen: 15060730X
- Système universitaire de documentation: 098391968
- Virtual International Authority File: 37916629
- WorldCat: E39PBJrC8K8ychGKqc6WrHmPQq